# Instacart
Instacart è un'azienda statunitense che gestisce un servizio di consegna e ritiro di generi alimentari negli Stati Uniti e in Canada. L'azienda offre i suoi servizi tramite un sito web e un'app mobile. Il servizio consente ai clienti di ordinare generi alimentari dai rivenditori partecipanti con la spesa effettuata da un personal shopper.

## Storia
Instacart è stata fondata nel 2012 dall'imprenditrice seriale Apoorva Mehta, ex dipendente di Amazon.com. Apoorva ha partecipato al lotto dell'estate 2012 di Y Combinator, che alla fine ha portato alla creazione di Instacart. Nel 2013 Mehta è stato incluso nella lista Forbes 30 Under 30 . Apoorva in precedenza aveva lavorato presso BlackBerry, Qualcomm e poi Amazon come ingegnere della catena di fornitura, dove ha sviluppato sistemi di evasione ordini per spostare i pacchi dai magazzini di Amazon alle case dei clienti.
Instacart è stato lanciato originariamente a San Francisco.
Ad aprile 2015 l'azienda contava circa 200 dipendenti. Intorno a giugno ha introdotto una nuova politica che consentiva ad alcuni "shoppers" di scegliere di essere dipendenti part-time, iniziando da Chicago e Boston  e estendendo la sua offerta agli acquirenti di Atlanta, Miami e Washington DC il mese successivo.
Nel novembre 2016, la società ha cambiato la sua politica e ha rimosso la possibilità di lasciare una mancia in cambio di una commissione di servizio che sarebbe stata utilizzata per pagare i lavoratori. Il contraccolpo contro la politica a causa di profitti inferiori per almeno alcuni acquirenti e con i clienti ha costretto l'azienda a ripristinare l'opzione solo settimane dopo con modifiche che posizionavano la mancia nella sezione dei costi di servizio in una pagina separata.
Nel marzo 2017, Instacart ha accettato di pagare $ 4,6 milioni per risolvere un accordo di class action derivante dalla presunta errata classificazione dei suoi personal shopper come appaltatori indipendenti. La causa compilata nel marzo 2015 ha denunciato 18 violazioni, tra cui una raccolta impropria di mance e il mancato rimborso ai lavoratori per le spese aziendali.
Nel novembre 2017, la società si è espansa in Canada annunciando una partnership con Loblaw Companies per iniziare le consegne da località selezionate a Toronto e Vancouver . Nello stesso mese, alcuni lavoratori di Instacart hanno partecipato a un'azione di sciopero, sostenendo salari fino a $ 1 l'ora. Instacart ha affermato che lo sciopero non ha avuto alcun impatto sulle sue operazioni.
Nel gennaio 2018, la società ha acquisito Unata, una piattaforma white label per i negozi di alimentari, con sede a Toronto, per $ 65 milioni.
Nell'aprile 2018, Instacart ha apportato alcune modifiche aggiuntive al suo servizio di pagamento istituendo una commissione obbligatoria del 5% su tutti gli ordini. Originariamente offriva una commissione di servizio opzionale del 10% che andava direttamente a Instacart che poteva essere disattivata. Ha anche restituito la mancia alla schermata di pagamento e aumentato il valore predefinito dallo 0% al 5%.
A novembre e dicembre 2018, Instacart ha nuovamente cambiato il suo sistema di pagamento per i suoi personal shopper; gli acquirenti hanno affermato che questo sistema di pagamento ha comportato una retribuzione notevolmente inferiore e sono stati boicottati. I clienti di Instacart si sono lamentati sui social media del ritardo dei loro ordini.
Nel febbraio 2019, dopo che una campagna di organizzazione online in cui gli "shoppers" hanno pubblicato esempi di pagamenti a partire da $ 0,80 per consegna, la situazione ha attirato l'attenzione dei media e dei clienti: la società ha quindi annunciato che avrebbe rivisto il proprio sistema di pagamento e restituito la paga ad alcuni lavoratori. Con il sistema di pagamento rivisto, le mance non venivano più prese in considerazione nel salario di base minimo, che era stato recentemente fissato a $ 7-10 per un ordine di acquisto a servizio completo (basato sul mercato delle consegne) e $ 5 solo per la consegna.
A marzo 2019, Instacart ha ampliato il suo servizio di consegna di alcolici in giornata negli Stati Uniti. L'11 aprile 2019, la società ha ampliato i suoi servizi offrendo un'opzione su richiesta per i suoi lavoratori, al fine di consentire ai lavoratori di lavorare in modo più flessibile orari.
A partire da maggio 2019, Whole Foods Market ha concluso la sua partnership con Instacart.
Nel febbraio 2020, i dipendenti di Instacart a Skokie, Illinois, hanno votato a favore del sindacato. Instacart ha detto che "onorerà" il voto, in attesa della certificazione dei risultati. Circa 12.000 dei 142.000 lavoratori di Instacart sono dipendenti con la possibilità di iscriversi al sindacato.
Da metà marzo a metà aprile 2020, Instacart ha assunto altri 300.000 lavoratori per soddisfare l'aumento della domanda di consegne di generi alimentari durante la pandemia COVID-19. I dati di Apptopia hanno dimostrato un aumento del 218% dei download giornalieri con l'aumento delle misure di distanziamento sociale. Instacart ha anche introdotto nuovi servizi in risposta alla pandemia, tra cui un'opzione di consegna senza contatto, kit di sicurezza, linee guida per gli acquirenti e nuove politiche sui congedi per malattia e paga per le persone colpite da COVID-19.
Nel marzo 2020, i lavoratori di Instacart hanno minacciato di scioperare a causa della mancanza di misure di sicurezza COVID-19. A partire dal 18 aprile 2020, Instacart non avrebbe fornito i kit di sicurezza alla maggioranza dei suoi lavoratori, che descrivono un processo complicato per ordinarli.
Nell'agosto 2020, Instacart ha avviato la sua prima partnership con Walmart negli Stati Uniti per offrire servizi di consegna in giornata. La partnership è un programma pilota che inizia a Los Angeles, San Francisco, San Diego e Tulsa.

## Modello di servizio
Gli ordini vengono evasi e consegnati da un personal shopper, che preleva, confeziona e consegna l'ordine entro il periodo di tempo designato dal cliente, entro un'ora o fino a cinque giorni prima. I clienti pagano con carte di credito o di debito personali, Google Pay e Apple Pay. I clienti sono pregati di lasciare una mancia al personal shopper. I rivenditori che partecipano al programma di partnership di Instacart stabiliscono il prezzo dei singoli articoli sul mercato Instacart, che sono per lo più gli stessi prezzi in negozio. Inoltre, i clienti possono ritirare i propri ordini preimpostati dal negozio tramite un servizio separato. Per i negozi che non partecipano al programma di partnership di Instacart, ai clienti può essere addebitato un markup di circa il 15% -40% per ordine con singoli articoli che vanno da un markup negativo a oltre il 50%.

## Finanziamento
Nel suo round di finanziamento più recente, nell'ottobre 2020, la società è stata valutata $ 17,7 miliardi.
Nel marzo 2017, Instacart ha raccolto $ 400 milioni di finanziamenti per una valutazione di $ 3,4 miliardi.
Nel febbraio 2018, la società ha raccolto $ 200 milioni in un round di finanziamento guidato da Coatue Management, Glade Brook Capital Partners e investitori esistenti. Nel novembre 2018, Instacart ha raccolto ulteriori $ 271 milioni da investitori tra cui Andreessen Horowitz, Sequoia Capital, Kleiner Perkins, Comcast Ventures, Thrive Capital, Coatue Management e Valiant Capital, portando il suo ultimo round di raccolta fondi a $ 871 milioni e una valutazione a $ 7,87 miliardi.
Nel giugno 2020, Instacart ha raccolto 225 milioni di dollari in un round di finanziamento guidato da DST Global e General Catalyst. Nell'ottobre 2020, Instacart ha raccolto $ 200 milioni in un round di finanziamento guidato da Valiant Capital e D1 Capital Partners.